# بانزای (شهر)
بانزای (به لاتین: Banzai) یک شهرک در جمهوری خلق چین است که در شهرستان پینگهه واقع شده‌است.